# Sitona striatellus
Sitona striatellus är en skalbaggsart som beskrevs av Leonard Gyllenhaal 1834. Sitona striatellus ingår i släktet Sitona, och familjen vivlar. Arten har ej påträffats i Sverige.

## Bildgalleri

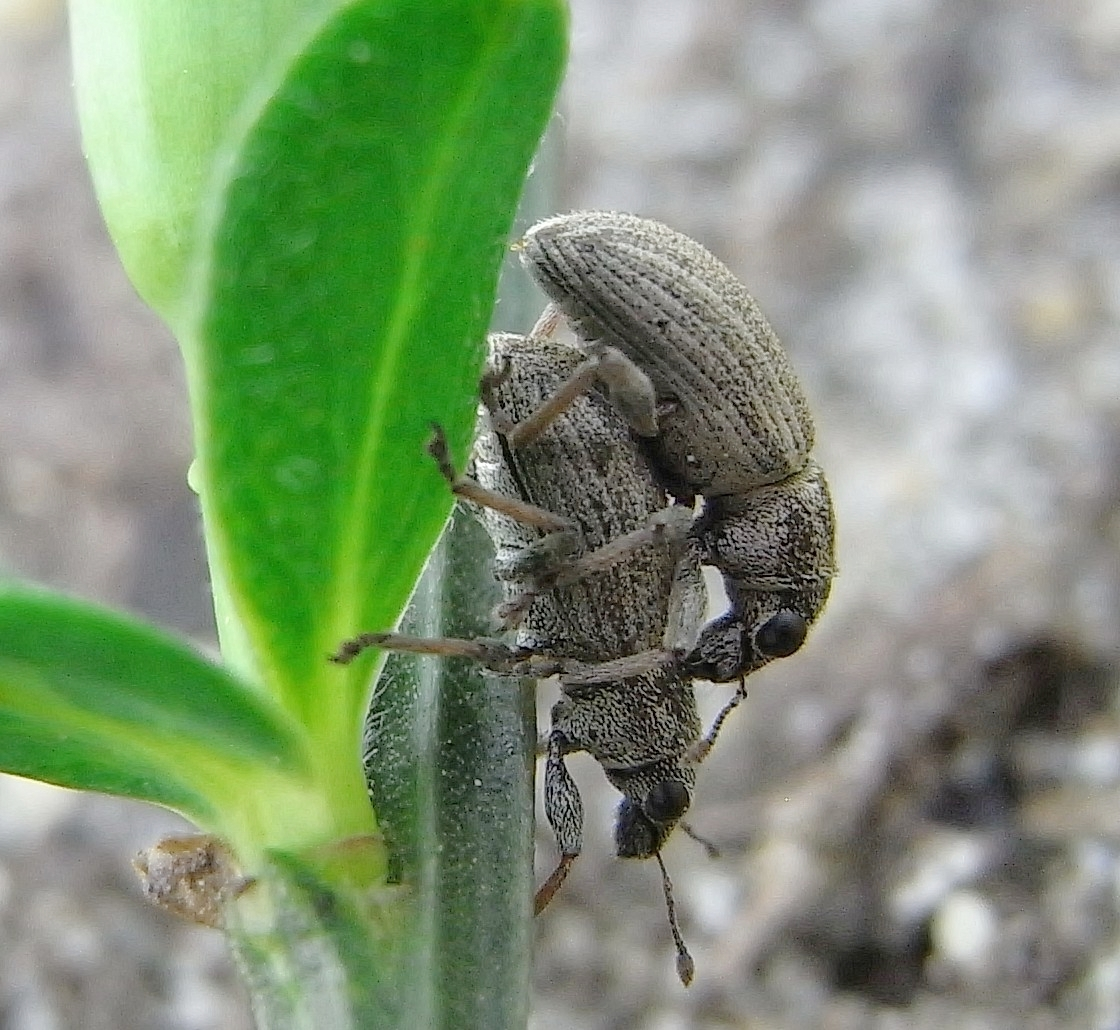